# Nannophlebia braueri
Nannophlebia braueri – gatunek ważki z rodziny ważkowatych (Libellulidae).